# آلخاندرو والورده
آلخاندرو والورده (اسپانیایی: Alejandro Valverde‎؛ زادهٔ ۲۵ آوریل ۱۹۸۰) یک دوچرخه‌سوار اهل اسپانیا است.
از افتخارات وی میتوان به کسب مدال نقره مسابقات قهرمانی دوچرخه‌سواری جاده جهان در سال‌های ۲۰۰۳ و ۲۰۰۵ اشاره کرد.

## نگارخانه

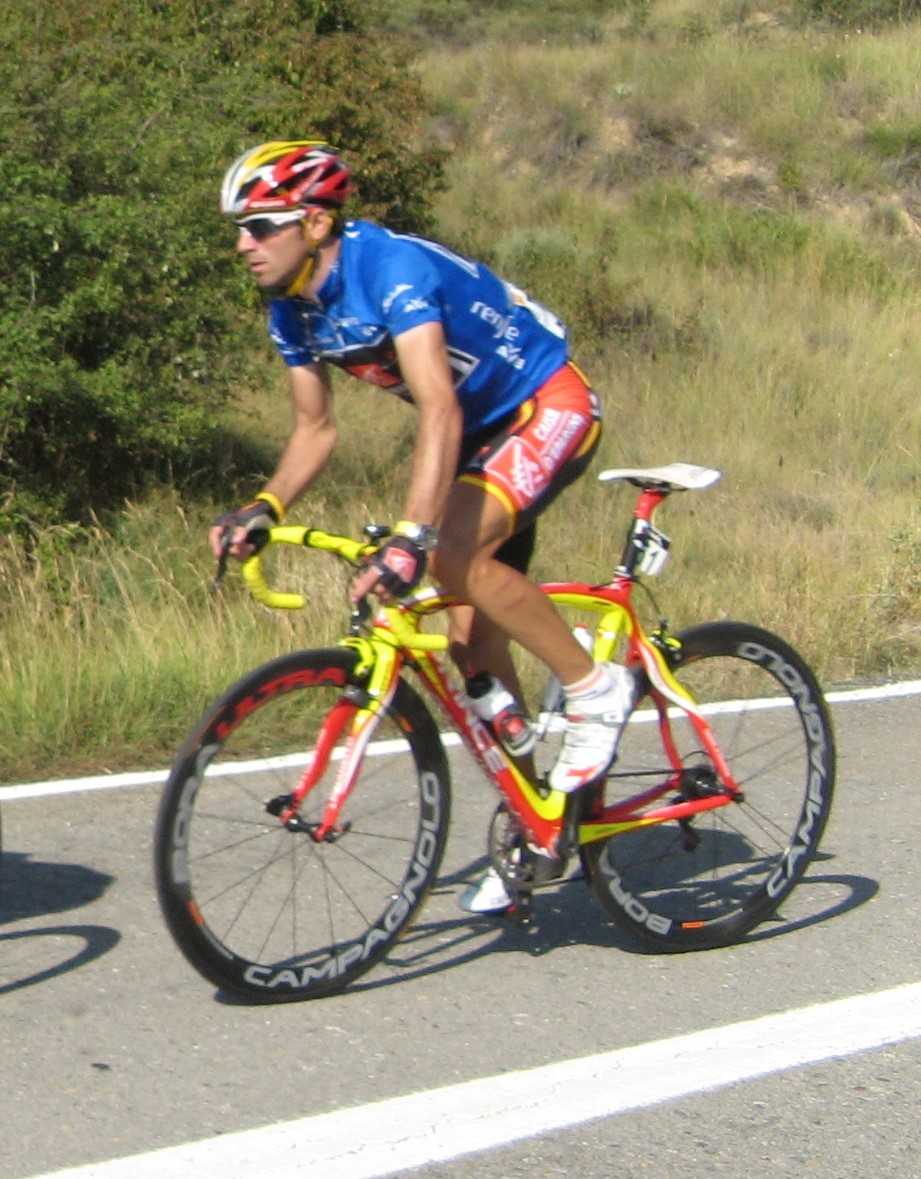
۲۰۰۸
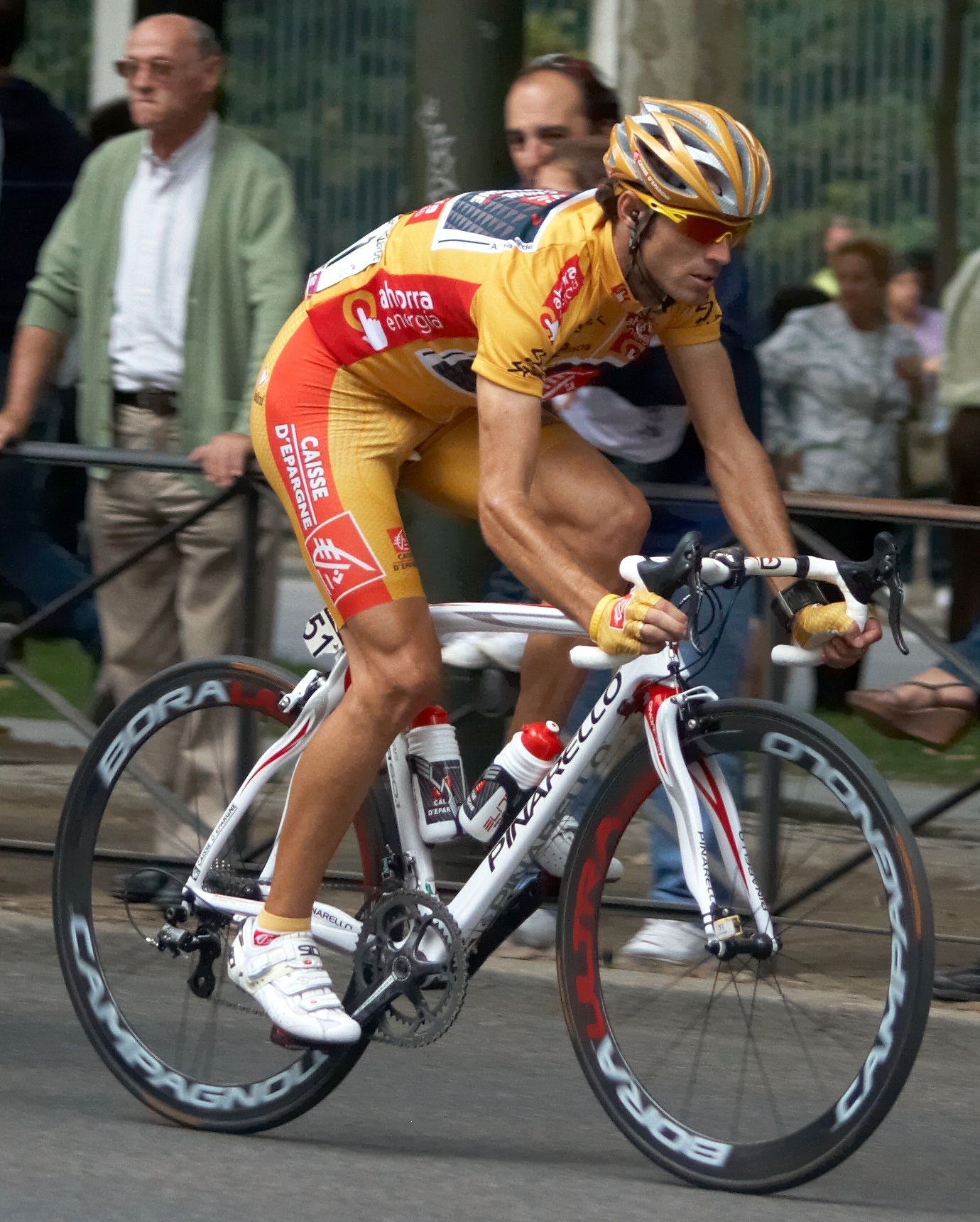
۲۰۰۹
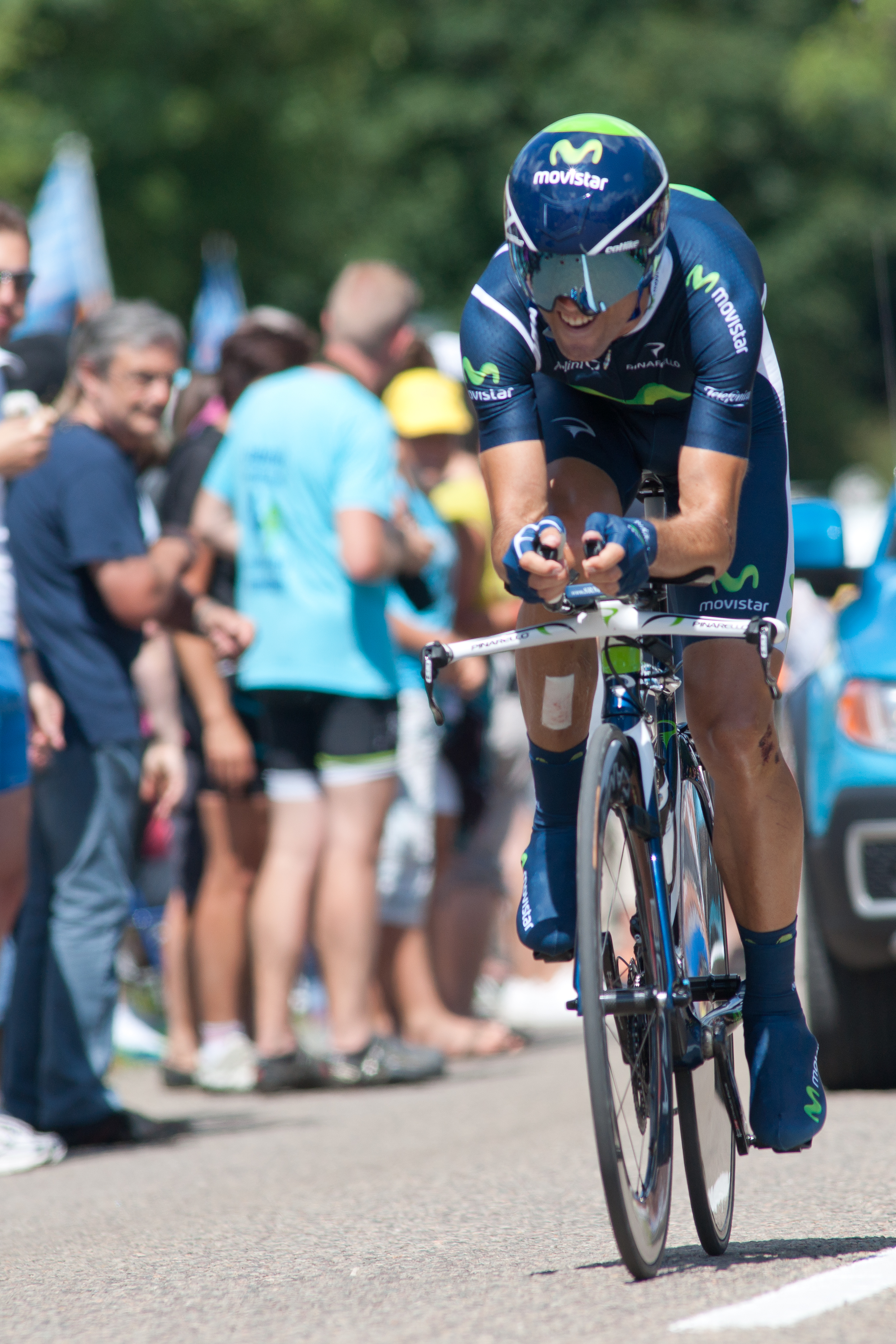
۲۰۱۲
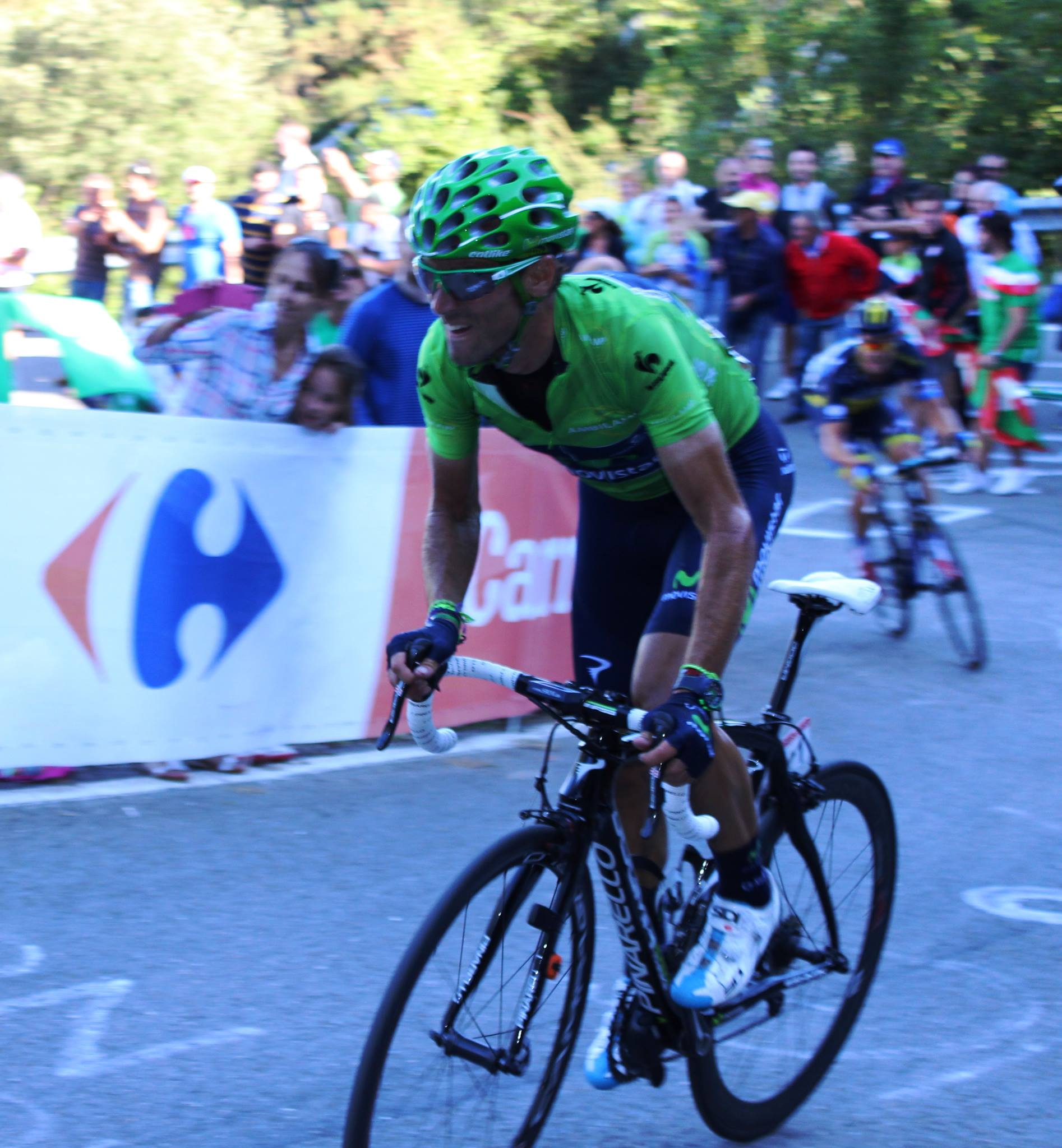
۲۰۱۳
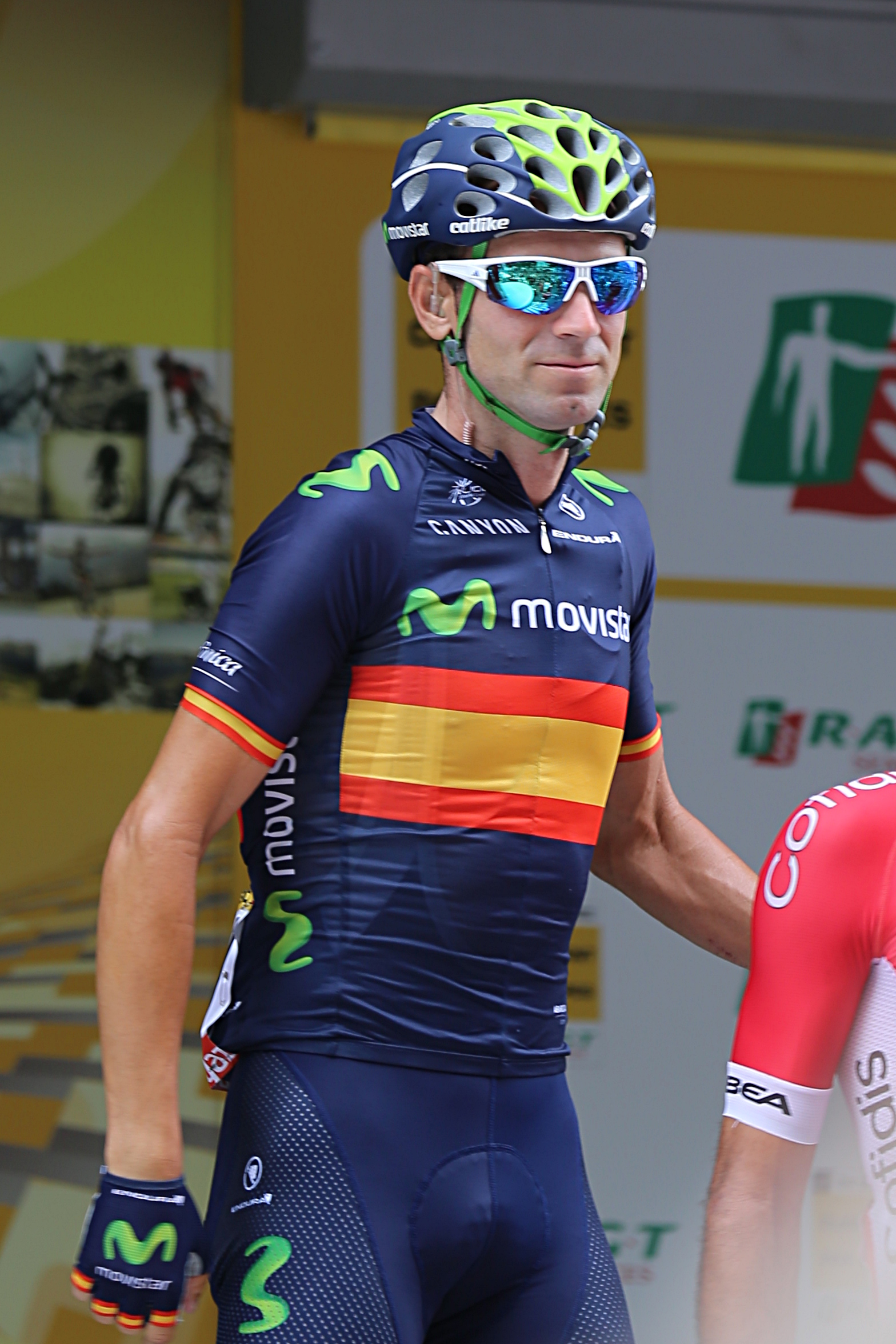
۲۰۱۵
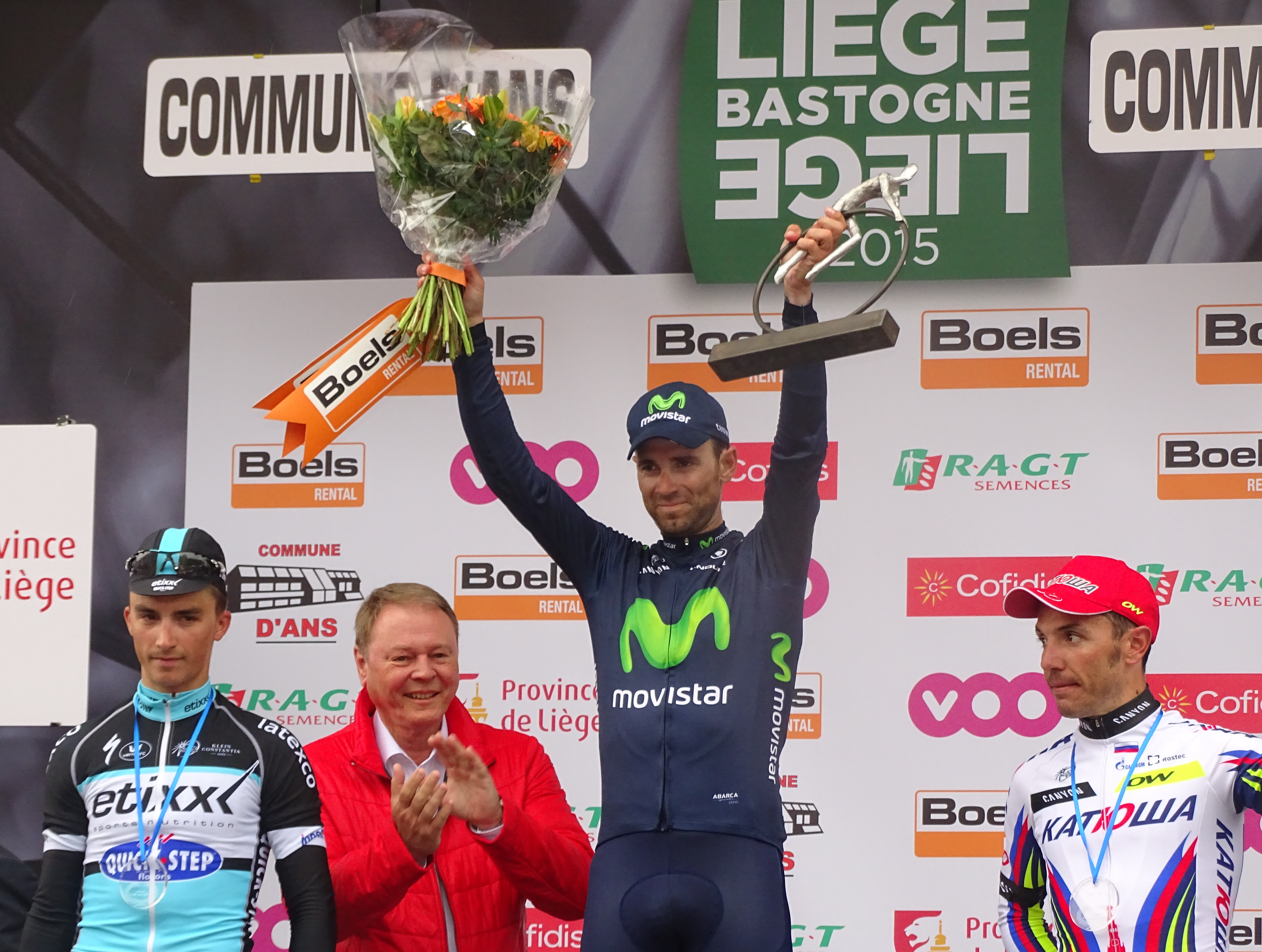
۲۰۱۵